# Marin-Étienne Lemercier
Marin-Étienne Lemercier est un médecin français.

## Biographie
Il étudie la chirurgie à Paris sous le professeur Disdier, de l'Académie royale de chirurgie, et vint s'établir à Craon : il y acquiert bientôt une assez grande réputation pour s'attirer la jalousie des chirurgiens d'Angers.
Il est dès 1768, chirurgien de l'hôpital de Craon. 
Il envoya à l'Académie de chirurgie plusieurs mémoires, un entre autres sur l'hydropisie de l'article du genou et à Antoine Louis de nombreuses observations de clinique ou de technique chirurgicale ; il lui demandait très souvent conseil. Louis, de son côté, lui apprenait les nouvelles scientifiques ; fort enragé contre l'opération de la symphyséotomie que venait de découvrir le médecin Jean-René Sigault (1768), il finit par convertir Lemercier à sa façon de voir. 
Lemercier avait un renom mérité ; lié avec quelques-unes des célébrités de l'époque, Bouvart[Lequel ?], Sabatier[Lequel ?], Jean-Louis Petit, il entretint une correspondance suivie avec Louis, secrétaire de l'Académie de chirurgie. Le 18 avril 1776, Lemercier obtint-il une des cinq petites médailles d'or que l'on décernait aux chirurgiens provinciaux les plus zélés.
Lemercier avait deux fils pour lesquels il composa un petit traité d'éducation.
Une partie de la correspondance de Lemercier avec Louis a été publiée par Guardia, et par le docteur Lacronique.

## Sources partielles
: document utilisé comme source pour la rédaction de cet article..
- « Marin-Étienne Lemercier », dans Alphonse-Victor Angot et Ferdinand Gaugain, Dictionnaire historique, topographique et biographique de la Mayenne, Laval, A. Goupil, 1900-1910 [détail des éditions] (BNF 34106789, présentation en ligne)
- Éléments biographiques : Paul Delaunay, Vieux médecins mayennais, vol. 2, Goupil, 1904, 220-221, 271 (lire en ligne)